# Међународна организација за миграције
Међународна организација за миграције (енгл. International Organization for Migration, IOM) је међудржавна организација са седиштем у Женеви. IOM је основана 1951. године као Међувладин комитет за европску миграцију (ICEM) како би помогао у пресељавању људи расељених током Другог светског рата. Постала је агенција Уједињених нација 2016. године.

## Оснивање
Основана је 1951. са циљем да помогне у расељавању великог броја избеглица као последице Другог светског рата. Више пута је мењала име да би данашњи назив добила 1980. Прва је међудржавна организација која се бавила миграционим питањима. Тренутно има 120 земаља чланица (укључујући Србију) а 19 држава и различитих организација има статус посматрача. Годишњи буџет не пада испод једне милијарде долара, има преко 5 400 запослених у преко стотину земаља широм света. Генерални директор организације од 2008. године је Вилијам Лејси Смит.
Шири обим активности праћен је брзом експанзијом од релативно мале агенције у организацију са годишњим оперативним буџетом од 1,8 милијарди долара и око 11.500 запослених који раде у преко 150 земаља широм света.
Као „агенција УН за миграције“, IOM је постао главна референтна тачка у жестокој глобалној дебати о друштвеним, економским и политичким импликацијама миграције у 21. веку.
IOM је подржао стварање Глобалног договора за миграције, првог међувладиног споразума о међународној миграцији који је усвојен у Маракешу у Мароку у децембру 2018. године. Да би подржао имплементацију, праћење и ревизију Глобалног договора о миграцијама, генерални секретар УН, Антонио Гутерес, основао је УН мрежу за миграције. Секретаријат УН мреже за миграције је смештен у IOM, а генерални директор IOM Антонио Виторино служи као координатор мреже.

## Мисија
Главни циљеви организације су:
- Помоћ мигрантима и државама око изазова оперативног смисла који су последица миграција,
- Продубљивање знања о миграцијама,
- Подстицање друштвеног и економског развоја преко миграција, и
- Брига за људско достојанство и добробит миграната.

## Активности
IOM ради на томе да помогне у осигуравању уредног и хуманог управљања миграцијама, да промовише међународну сарадњу по питањима миграција, да помогне у тражењу практичних решења за проблеме миграција и да пружи хуманитарну помоћ мигрантима којима је потребна, било да се ради о избеглицама, расељеним лицима или другим протераним људи.
Устав IOM-а експлицитно признаје везу између миграције и економског, друштвеног и културног развоја.
За Дан борбе против трговине људима у ЕУ 2009. године, седиште организације у Женеви покренуло је кампању подизања свести Купујте одговорно ради борбе против трговине људима. Годину дана касније, кампања је уведена у Холандији и Аустрији, између осталих земаља.

### IOM X
IOM X је кампања коју води Међународна организација за миграције у Бангкоку која подстиче безбедну миграцију и спречава експлоатацију и трговину људима у азијско-пацифичком региону. Кампања се бави питањима везаним за експлоатацију и трговину људима, као што је заштита мушкараца поробљених у тајландској рибарској индустрији, употреба технологије за идентификацију и борбу против трговине људима, и окончање сексуалне експлоатације деце.

### Амнестија и Чувар људских права 2003
У 2003, агенције Амнести интернашонал и Чувар људских права су критиковале улогу IOM у „пацифичком решењу“ Аустралијске владе о пребацивању тражилаца азила у прекоморске центре за притвор. Чувар људских права је критиковао IOM због управљања регионалним процесним центром Манус и центром за обраду на Науру, упркос томе што нема мандат за заштиту избеглица. Чувар људских права је критиковао IOM због тога што је део „арбитрарног притвора“ и што је тражиоцима азила ускратио приступ правном савету. Чувар људских права је позвао IOM да престане са радом процесних центара, за које је навео да су „центри за притвор” и да управљање центрима преда Високом комесару Уједињених нација за избеглице.
Амнести интернашонал је изразио забринутост да је IOM предузео акције у име влада које су негативно утицале на људска права тражилаца азила, избеглица и миграната. Амнести интернашонал је навео пример четрнаест Курда у Индонезији које су аустралијске власти протерале из аустралијских вода да би се преселили у Индонезију. Амнести интернашонал је затражио уверавање да ће се IOM придржавати принципа забране протеривања.

### Савет за избеглице Аустралије 2022
Године 2022, улогу коју је IOM одиграо у збрињавању избеглица у Индонезији, Савет за избеглице Аустралије описао је као „хуманитарна глазура док се спроводе активности кршења права у име западних нација“ од стране истраживача Ашера Хирша и Камерона Доига у The Globe and Mail.